# Rosemary Grant
Barbara Rosemary Grant, sie benutzt den Vornamen Rosemary, (* 8. Oktober 1936 in Arnside) ist eine britische Evolutionsbiologin. Sie war Professorin an der Princeton University.

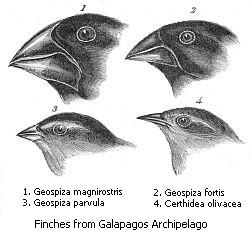
Darwinfinken

## Werdegang
Grant studierte Biologie an der University of Edinburgh mit dem Bachelorabschluss 1960. Sie war 1960 bis 1964 an der University of British Columbia, 1964/65 an der Yale University und 1973 bis 1977 an der McGill University. 1977 bis 1985 forschte sie an der University of Michigan und 1985 bis 1996 an der Princeton University, wo sie auch Dozent (Lecturer) war. Ab 1997 war sie Senior Research Scholar in Princeton im Rang eines Professors. 2008 emeritierte sie.
Grant unternahm mit ihrem Mann Peter Raymond Grant langjährige Feldstudien über 35 Jahre an einem seit Charles Darwin klassischen Objekt der Evolutionsbiologie, den Darwinfinken auf der Galapagosinsel Daphne Major. Sie wiesen den schnellen evolutionären Wandel des Phänotypus bei diesen Finken nach, damit stützen sie die Evolutionstheorie von Charles Darwin.
1998 erhielt sie den E. O. Wilson Naturalist Award, 2002 die Darwin Medal der Royal Society, 2005 mit Peter Raymond Grant den Balzan-Preis für Populationsbiologie, 2008 die Darwin-Wallace-Medaille der Linnean Society und 2009 den Kyoto-Preis. 2015 wurde sie mit der William-Brewster-Medaille ausgezeichnet, für 2017 wurden ihr und ihrem Mann die Royal Medal und der BBVA Foundation Frontiers of Knowledge Award zugesprochen.
Sie ist Mitglied der Royal Society, der National Academy of Sciences, der American Academy of Arts and Sciences (1997), der American Philosophical Society und der Royal Society of Canada.
Sie ist seit 1962 mit Peter Raymond Grant verheiratet, mit dem sie zwei Töchter hat.

## Schriften
- mit P. Grant, J. N. M. Smith, I. J. Abbott, L. K. Abbott: Darwin's finches: Population variation and natural selection, Proc. National Academy of Sciences USA, Band 73, 1976, S. 257–261.
- mit P. Grant: Darwin's finches: Population variation and sympatric speciation, Proc. Nat. Acad. Sci. USA, Band 76, 1979, S. 2359–2363.
- mit P. Grant: Evolutionary Dynamics of a Natural Population: The Large Cactus Finch of the Galápagos, University of Chicago Press, 1989.
- mit P. Grant: Unpredictable evolution in a 30-year study of Darwin's finches, Science, Band 296, 2002, S. 707–711.
- mit P. Grant: Evolution of character displacement in Darwin's finches, Science, Band 313, 2006, S. 224–226.
- mit P. Grant: How and Why Species Multiply: The Radiation of Darwin's Finches Princeton University Press, 2008.